# Kalitva
La Kalitva (anche conosciuta come Belaja Kalitva, Kalitva bianca, o Bol'šaja Kalitva, Kalitva grande) è un fiume della Russia europea meridionale (oblast' di Rostov), affluente di sinistra del Severskij Donec (bacino idrografico del Don).
Nasce dal versante meridionale dei bassi rilievi collinari delle alture del Don, nella parte settentrionale della oblast' di Rostov; scorre in un ambiente steppico piuttosto arido, mantenendo su tutto il percorso in direzione mediamente meridionale senza incontrare alcun centro urbano di rilievo, sfociando nel basso corso del Severskij Donec presso la città di Belaja Kalitva.
I maggiori affluenti sono Ol'chovaja, Bol'šaja, Berëzovaja, tutti provenienti dalla sinistra idrografica.